# Un lac
Un lac è un film del 2008 scritto e diretto da Philippe Grandrieux.
È stato presentato nella sezione Orizzonti alla 65ª Mostra del cinema di Venezia, dove ha ricevuto una menzione speciale.

## Trama
In un tempo ed un luogo imprecisato, accanto ad un lago, tra le foreste e le montagne innevate, vive in completo isolamento una famiglia composta dai due genitori e dai tre figli, Alexi, soggetto a crisi di epilessia, l'amata sorella Hege e il fratellino più piccolo. A rompere l'equilibrio è l'arrivo di Jurgen, un giovane taglialegna.

## Produzione
Grandrieux ha ricercato a lungo uno scenario naturale che rispecchiasse nella realtà quello che si era immaginato. Dopo essere stato in Finlandia, Norvegia, Svezia, ha trovato il lago che cercava in Svizzera, ad un'ora da Zurigo.
Il regista, più interessato alla presenza scenica che alle capacità tecniche degli attori, ha scelto deliberatamente un cast di attori stranieri, in particolare russi, perché i (limitati) dialoghi in lingua francese fossero innaturali, stentati ed acuissero il senso di estraneità.

## Distribuzione e accoglienza
Il film è stato distribuito nelle sale cinematografiche francesi il 18 marzo 2009.
Il giudizio della critica francese è stato generalmente positivo.
Per Vincent Ostria (Les Inrockuptibles e L'Humanité) si tratta di «un film dolce e potente, tellurico, carnale, cosmico» («Un film doux et puissant, tellurique, charnel, cosmique»), «un'opera di una sobrietà e una bellezza incomparabili» («une oeuvre d'une sobriété et d'une beauté imparables») nella quale Grandrieux trasgredisce le regole cinematografiche e rimodella il reale («Transgressant les conventions du 7e art, Grandrieux invente une sorte d'action-filming avec lequel il brouille et remodèle le réel»).
Jean-Luc Douin (Le Monde) lo definisce una «fantasmagoria sensuale» («fantasmagorie sensuelle»), un «poema sull'osmosi del corpo con la natura, sull'abbagliamento fisico o mentale» («Poème sur l'osmose du corps avec la nature, sur l'éblouissement physique ou mental»).

## Riconoscimenti
- Mostra del cinema di Venezia 2008: menzione speciale sezione Orizzonti